# San Miguel (Putumayo)
San Miguel es un municipio colombiano, situado al suroccidente del departamento del Putumayo, en la frontera con Ecuador, país con el que limita al sur. Su cabecera municipal es La Dorada. Por el norte y oeste limita con Valle del Guamuez y al este con Puerto Asís. El municipio fue creado en 1994.
El municipio de San Miguel, se encuentra localizado en la margen izquierda del río de su mismo nombre, ubicándose en el extremo sur occidental del departamento Putumayo y comparte la frontera con la hermana república de Ecuador. Fue constituido como municipio mediante ordenanza 045 el 29 de abril de 1994, e inició su vida como ente territorial el 1 de julio de ese mismo año en la cabecera municipal de La Dorada. El territorio municipal limita por el Oeste y Norte con el municipio de Valle del Guamuez, por el oriente con Puerto Asís y por el Sur con la República del Ecuador.
Ubicado en la llanura amazónica, tiene 570,8 km² y un clima tropical húmedo, con temperatura promedio de 28 °C y con precipitaciones anuales de alrededor de 3.500 mm. La altitud promedio sobre el nivel del mar es de 380 m s. n. m. .

## Geografía
San Miguel está ubicado en la margen izquierda del río San Miguel, en el extremo sur occidental del departamento Putumayo y fronterizo con la república de Ecuador.
Ubicado en la llanura pepina, tiene 570,8 km² y un clima tropical húmedo, con temperatura promedio de 28 °C y precipitaciones anuales alrededor de los 3.500 mm. La altitud promedio sobre el nivel del mar es de 380 m s. n. m.  .
El Municipio se comunica con Mocoa y el resto del país a través de la carretera que comunica Puerto Asís con la capital del departamento, por medio del ramal que conecta con Orito y el Valle del Guamuez. Por otra parte, a través de la carretera, San Miguel - Lago Agrio - Quito (Ecuador), pasando por el mencionado puente, el municipio está directamente conectado y relacionado con la república de Ecuador.
Debido su posición geográfica el municipio cuenta con ventajas comparativas respecto a los demás municipios del departamento, siendo concebido debido a su potencial limítrofe que permite un gran crecimiento en el área del intercambio comercial, la prestación de servicios y el intercambio cultural con el Ecuador.

## División Político-Administrativa
Además de su Cabecera municipal: La Dorada.
San Miguel  tiene bajo su jurisdicción los siguientes Centros poblados:
- Agua Blanca
- El Chiguaco
- El Maizal
- El Paraíso
- Jordán Ortíz
- La Cabaña
- La Guisita
- La Invasión
- Los Uvos
- Mesas del Sabalito
- Nueva Risaralda
- Puerto Colón
- San Luis de La Frontera

## Economía
La actividad económica principal del municipio es la extracción de petróleo. También tiene un papel destacado la agricultura, los principales productos son: Cacao, Pimienta, Plátano, yuca, maíz, arroz; cabe destacar que la actividad maderera a constituido un aporte significativo en los últimos años para el municipio y el departamento, debido a que existen varias empresas de maderas legalmente constituidas en el Corregimiento de Puerto Colon "San Miguel" la cual se ha convertido en el sostén de muchas familias sanmiguelenses. Desafortunadamente la inversión de los gobiernos ha sido menesteroso, para constituir un municipio verdaderamente fronterizo, competitivo y con intensa actividad económica, que impulse el desarrollo socioeconómico de la región según lo dictado en su Constitución Política, Ley de Fronteras 191 de 1995; y demás normas que velan el por el bienestar de la comunidad.
La actividad ganadera, constituye un importante renglón para esta región, este sector se ha venido fortaleciendo con las charlas que se han dictado a cargo de los diferentes entes institucionales y descentralizados correspondientes, sobre la erradicación de la Fiebre Aftosa en el territorio nacional, para mantener el estatus sanitario (libre con vacunación).
Se espera que con los planes de gobierno tanto municipales como departamentales y Nacionales, la actividad socioeconómica del municipio de San Miguel para el 2020 se haya acrecentado.

## Transporte
Su principal medio de transporte es terrestre, con ingreso y egreso sobre el río San Miguel, por el Puente Internacional, Frontera con la República del Ecuador; conocido este punto como el inicio de ambas naciones. En segundo plano se encuentra el medio de transporte fluvial, el cual se hace por el río San Miguel, su puerto más importante es Puerto Colon "San Miguel" población acentuada sobre este mismo, y de importante actividad económica, para el municipio.